# Libnotes (Libnotes) djampangensis
Libnotes (Libnotes) djampangensis is een tweevleugelige uit de familie steltmuggen (Limoniidae). De soort komt voor in het Oriëntaals gebied.